# 남구 묘역
남구 묘역은 대한민국 경기도 남양주시 별내동에 있다. 2013년 1월 24일 남양주시의 향토유적 제11호로 지정되었다.

## 개요
남구는 개국공신 남재(南在)의 증손자로, 간성군수와 강릉진관 병마첨절제사를 역임하였으며, 사후에 호조참판겸 동지의금부 오위도총부 부종관에 증직되었다. 묘역은 남재묘역 뒷산에 동남향하여 숙인 광릉 안씨 묘를 뒤에 두고 있다. 묘표 전면에는 “通訓大夫行杆城郡守南?之墓 淑人廣陵安氏之墓”, 후면에는 “大明成化丁酉堅正德己巳葬于 忠景公南在之墓下” 라 쓰여져 있다. 이 묘표는 1477년(成化丁酉, 성종8)에 건립되었다고 판단되며 충정공 남재의 묘 아래에 장례를 하였다는 기록으로 증조부인 남재 묘역과 연관지으려했음을 알 수 있다. 좌우에 문인석이 있는데 몸집이 크고 장대하며 통비형으로 조각상태가 우수하다.

## 같이 보기
- 남구